# Don Clune
Don Clune (Havertown, 31 luglio 1952) è stato un giocatore di football americano, di nazionalità statunitense, che gioca nel ruolo di wide receiver per tre stagioni nella National Football League (NFL). Fu scelto nel corso del quinto giro (107º assoluto) del Draft NFL 1974 dai New York Giants. Al college ha giocato a football all'Università della Pennsylvania.

## Carriera professionistica
Clune fu scelto nel corso del quinto giro del Draft 1974 dai New York Giants. Don rimase con la franchigia due stagioni disputando un totale di 18 partite e ricevendo 5 palloni per 67 yard. Nel 1976, Clune passò alla neonata franchigia dei Seattle Seahawks. Infortunatosi all'inguine durante il training camp, Don faticò a trovare spazio tra i ricevitori dei Seahawks. Nel 1976 giocò dieci partite, ricevendo 4 passaggi per complessive 67 yard. Dopo tre stagioni nella lega, Clune si ritirò e nel 1982 aprì un centro massaggi a Media, in Pennsylvania.

## Vittorie e premi
Nessuno

## Statistiche
| Partite totali         | 28  |
| Yard su ricezione      | 164 |
| Touchdown su ricezione | 0   |